# 李家駒 (棒球運動員)
李家駒（1988年2月1日—），是臺灣的棒球選手之一，曾效力於中華職棒義大犀牛隊，守備位置為外野手。

## 經歷
- 台東縣寧埔國小少棒隊
- 台東縣泰源國中青少棒隊
- 台中市台中高農青棒隊
- 桃園縣國立體院棒球隊（台灣啤酒）
- 中華職棒中信二軍借將（2007年）
- 桃園航空城棒球隊（2010年）
- 中華職棒興農牛隊代訓球員（2010年12月31日－2011年11月10日）
- 中華職棒興農牛隊（2011年11月10日－2012年12月16日）
- 中華職棒義大犀牛隊（2012年12月17日－2015年12月4日）
- 高雄綺麗珊瑚成棒隊（2016年）

## 職棒生涯成績
| 年度   | 球隊     | 出賽 | 打數 | 安打 | 全壘打 | 打點 | 盜壘 | 四死 | 三振 | 壘打數 | 雙殺打 | 打擊率 |
| ------ | -------- | ---- | ---- | ---- | ------ | ---- | ---- | ---- | ---- | ------ | ------ | ------ |
| 2012年 | 興農牛   | 22   | 40   | 8    | 0      | 2    | 2    | 2    | 11   | 8      | 0      | 0.200  |
| 2013年 | 義大犀牛 | 36   | 87   | 24   | 0      | 11   | 5    | 8    | 20   | 28     | 2      | 0.276  |
| 2014年 | 義大犀牛 | 1    | 3    | 1    | 0      | 0    | 0    | 0    | 2    | 1      | 0      | 0.333  |
| 合計   | 3年      | 59   | 130  | 33   | 0      | 13   | 4    | 10   | 33   | 37     | 2      | 0.254  |

## 特殊事蹟
- 2011年3月30日，於台中棒球場對戰La New二軍單場四安打，而繼3月25日斗六棒球場對戰統一二軍，跨場次的連續兩場比賽締造「連八打席上壘、連六打數安打」紀錄。
- 2011年4月8日，於龍潭棒球場對戰兄弟二軍，從兄弟二軍先發投手邱俊瑋手中打出個人二軍首轟。
- 2011年4月21日，於台中棒球場對戰統一二軍，單場五次殘壘破興農二軍隊史紀錄，平中華職棒二軍紀錄。
- 2012年4月10日，個人職棒一軍生涯初登板於台中棒球場對戰統一7-ELEVEn獅隊，在六局下接替吳宗峻上場代打，首打席擊出中外野飛球被接殺。
- 2012年7月16日，於洲際棒球場對戰兄弟象隊擔任先發第八棒中外野手，在二局下從岡薩雷茲手中擊出游擊方向強襲球形成內野安打，為個人職棒生涯首安。

## 外部連結
- 李家駒在台灣棒球維基館上的頁面（繁體中文）
- 球員資訊和成績在中華職棒官網（中文）